# Fausse braie
Cet article possède un paronyme, voir Braie.

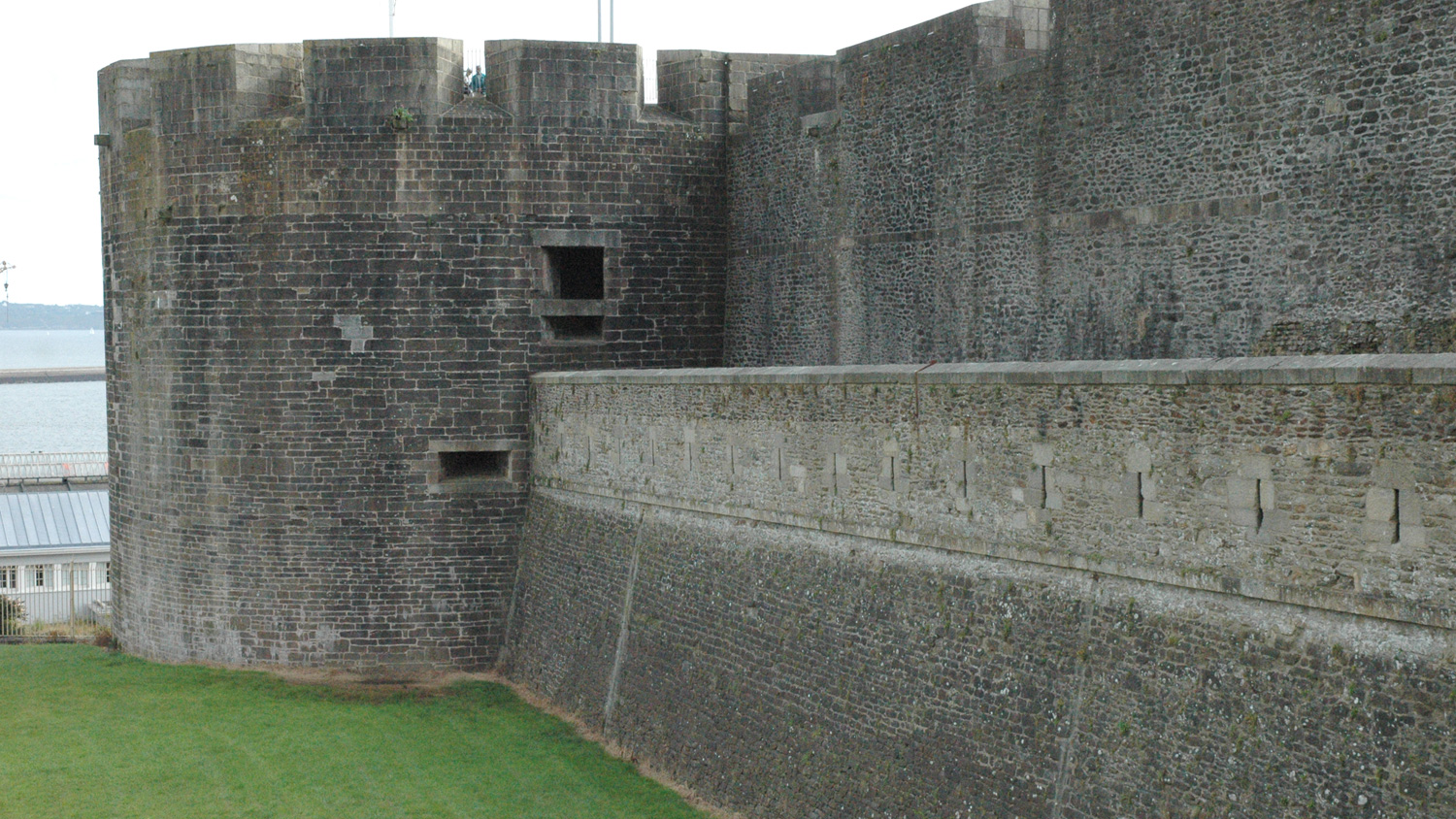
La fausse braie du château de Brest.

Sur un rempart ou un pré-rempart, la fausse braie est un terre-plein ou un mur de soutènement entourant un camp fortifié.
Une fausse braie peut être un simple réduit placé devant une porte pour la protéger d’un assaut direct.

## Fortification médiévale
Dans l'art de la fortification prémoderne, ce rempart se trouve entre le fossé et le rempart principal d'une forteresse. Il est disposé plus bas que le rempart principal pour pouvoir défendre celui-ci du fossé.

## Fortification bastionnée
Dans l’ancien système de fortification néerlandais (nl), la fausse braie désigne un élément placé en contrebas de la courtine. Il est généralement composé d’un parapet, d’une banquette accompagnée d’un chemin couvert et est prévu pour servir de défense de proximité. Il fut cependant abandonné dans le nouveau système de fortification néerlandais car une fois pris, il permettait de facilement miner le mur principal.

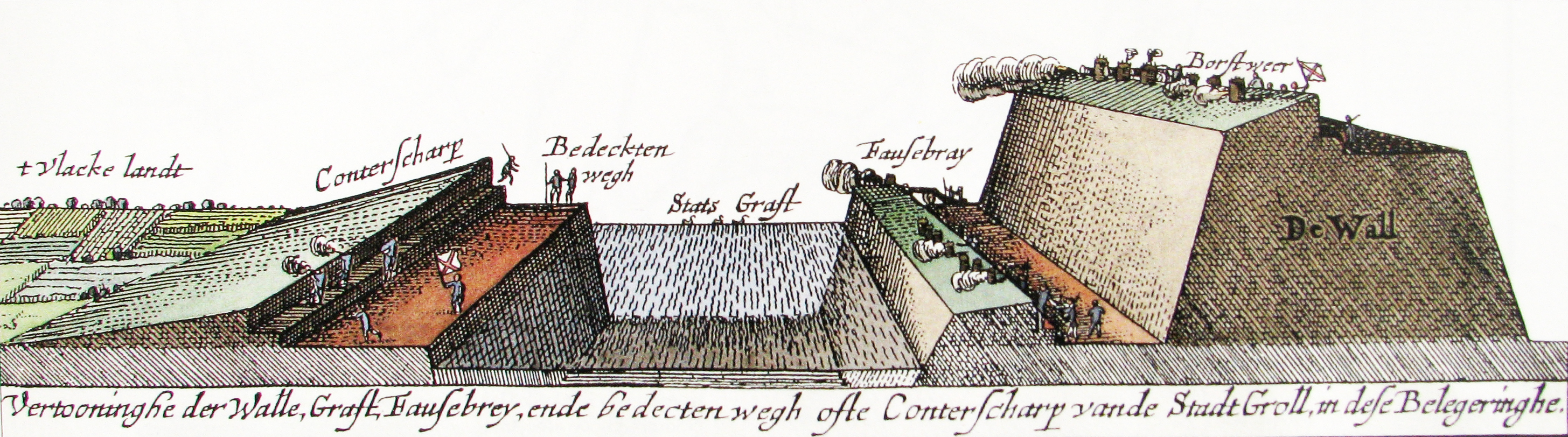
Vue en coupe de la ligne fortifiée de Groenlo. La fausse braie est visible sur la droite au pied de la courtine.